# Museo de Arakkal
El Museo Arakkal es un museo dedicado a la familia Arakkal, la única familia real musulmana en Kerala, India. El museo es en realidad una sección del Arakkalkettu (el Palacio Real de Arakkal). La sección de la sala durbar del palacio ha sido convertida a un museo por el Gobierno de Kerala. Fue abierto en julio del 2005 después de una renovación de Rs. 9,000,000.
Aunque renovado por el gobierno, el Arakkalkettu es todavía propiedad del Arakkal Royal Trust y no cae en la órbita del control del departamento de arqueología del país, el Servicio Arqueológico de la India. El gobierno había tomado un gran interés en preservar el patrimonio de la Familia Arakkal, la cual había jugado un importante rol en la historia de Malabar. Arakkal Royal Trust cobra una tarifa de entrada nominal los de visitantes del museo.

## Ubicación
El museo Arakkal el está localizado en Ayikkara, a 2-3 kilómetros de Cananor.

## Departamentos
1. Operaciones
2. Investigación y desarrollo
3. Comunicaciones e Informaciones Públicas
4. Servicio de Protocolo y Enlace
5. Registro y Permisos

## Galería

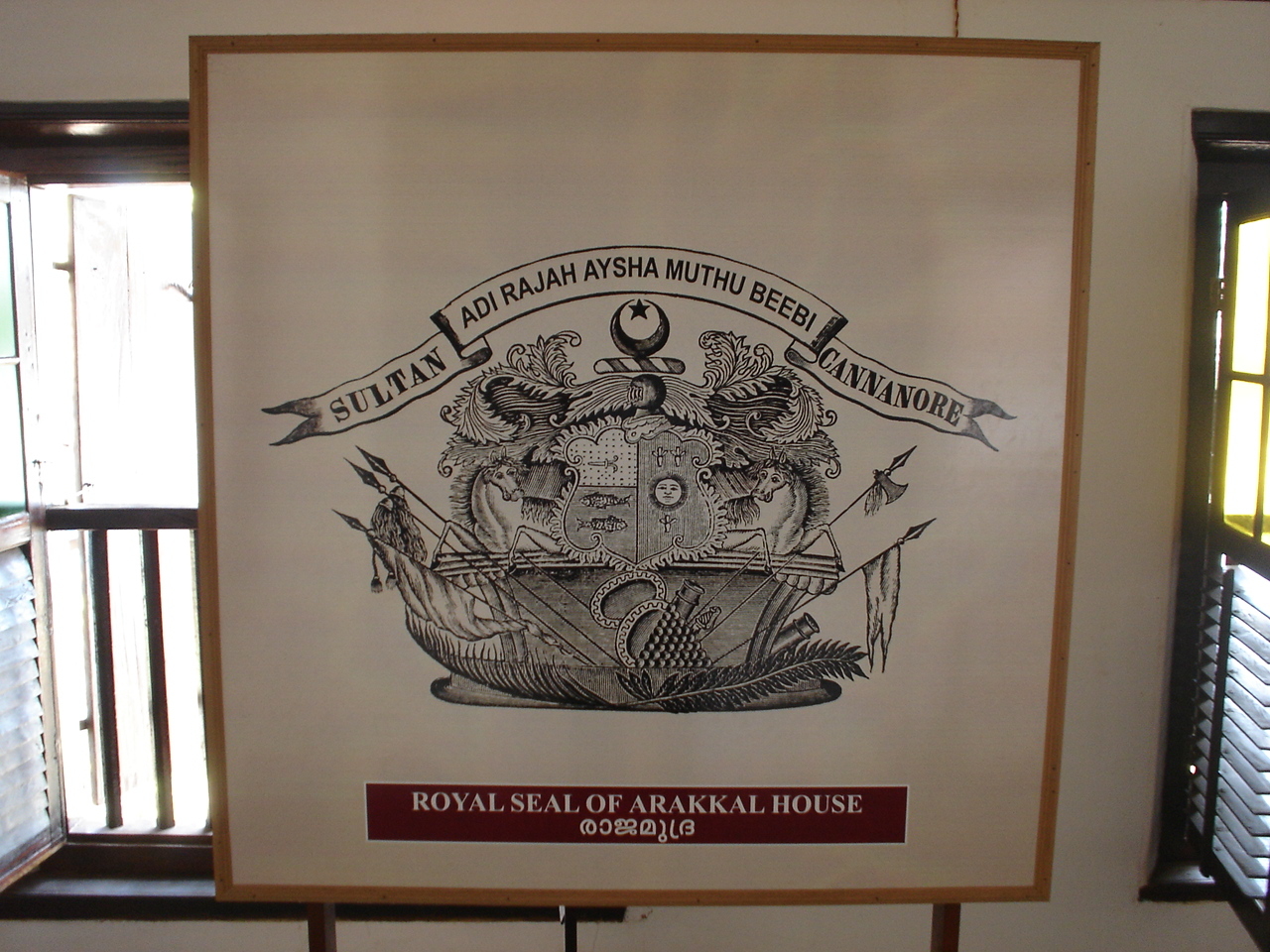
El sello de la familia Arakkal en el museo
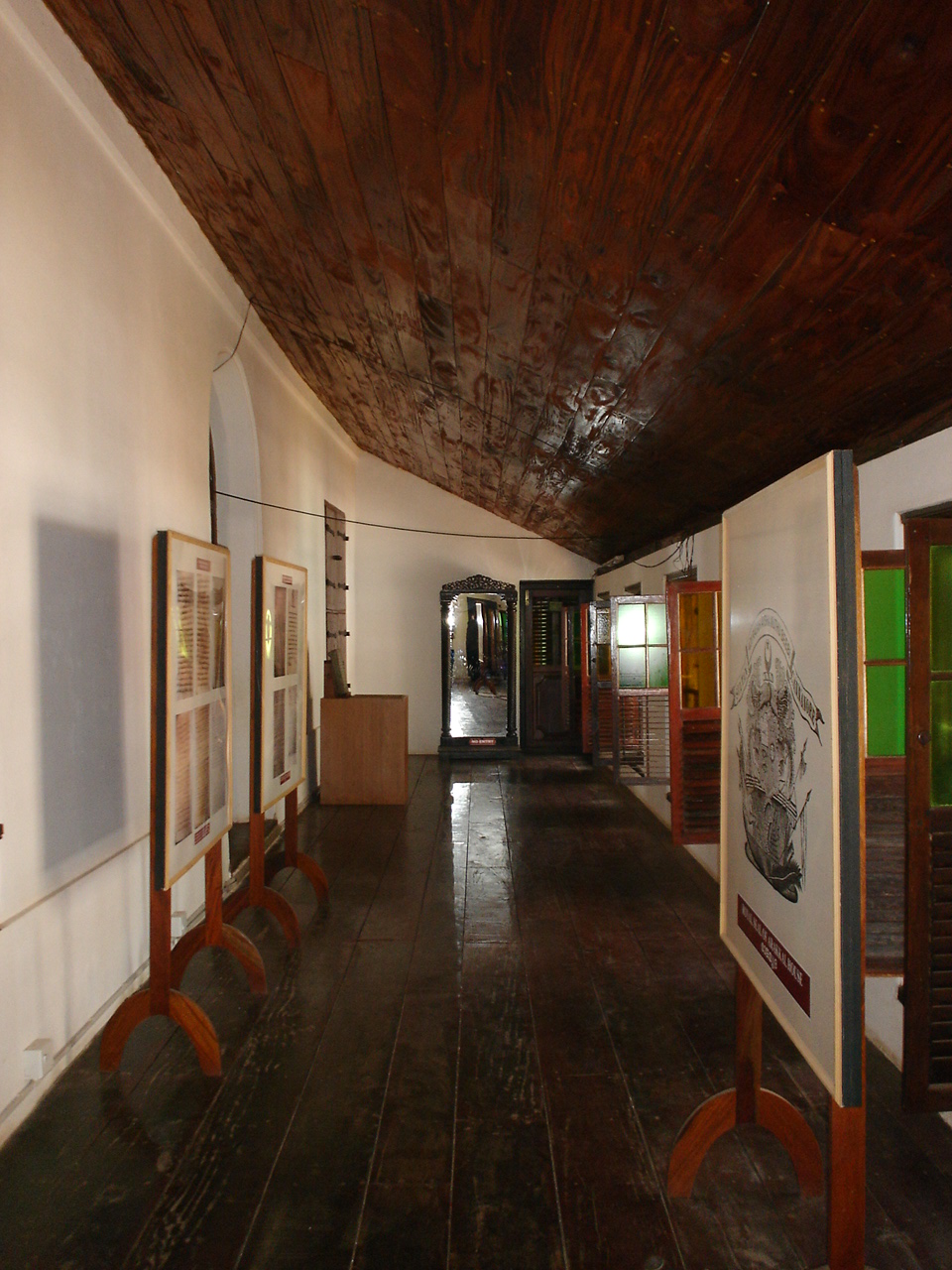
Una sección del museo
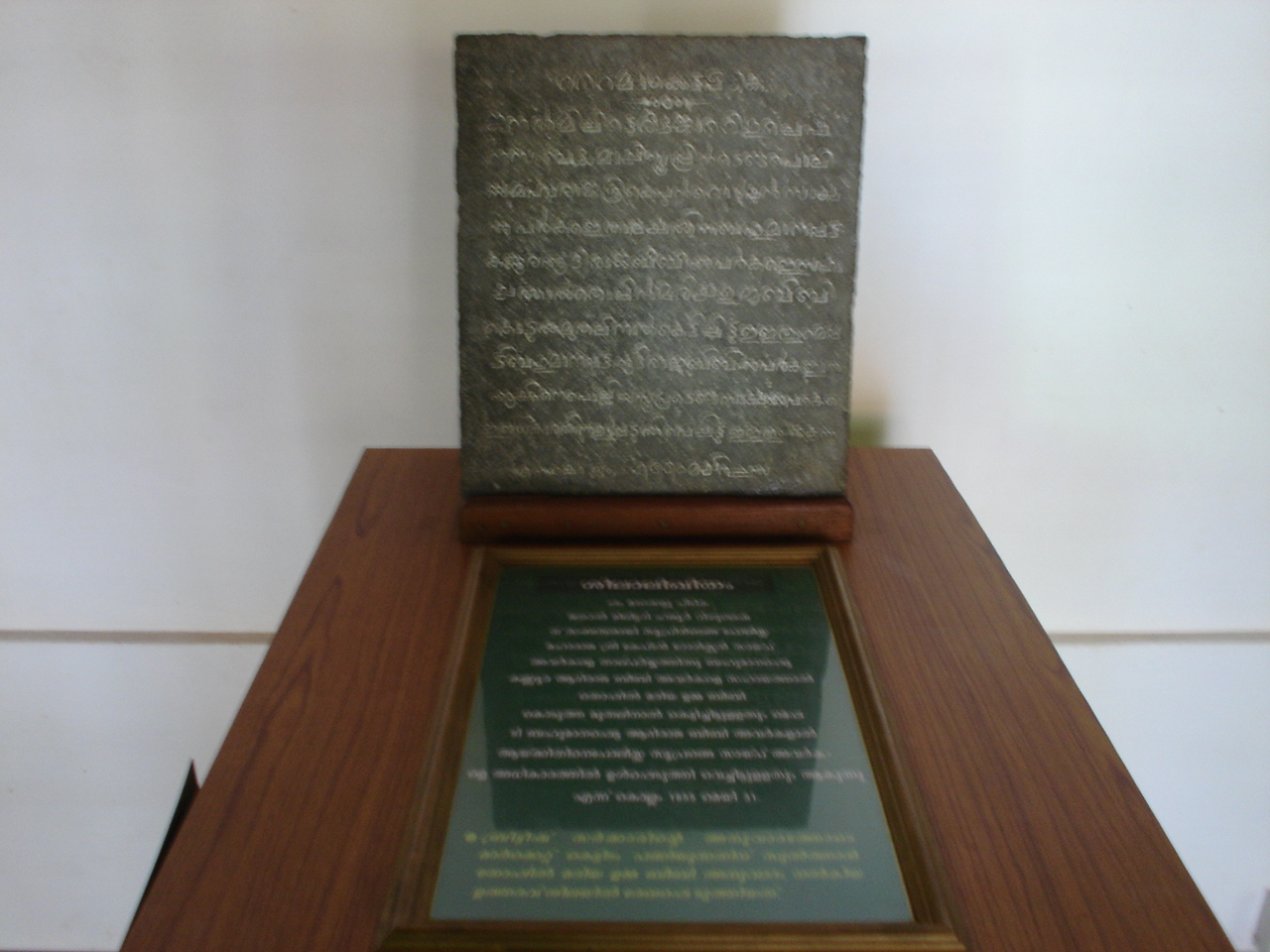
Una piedra fundacional en el museo
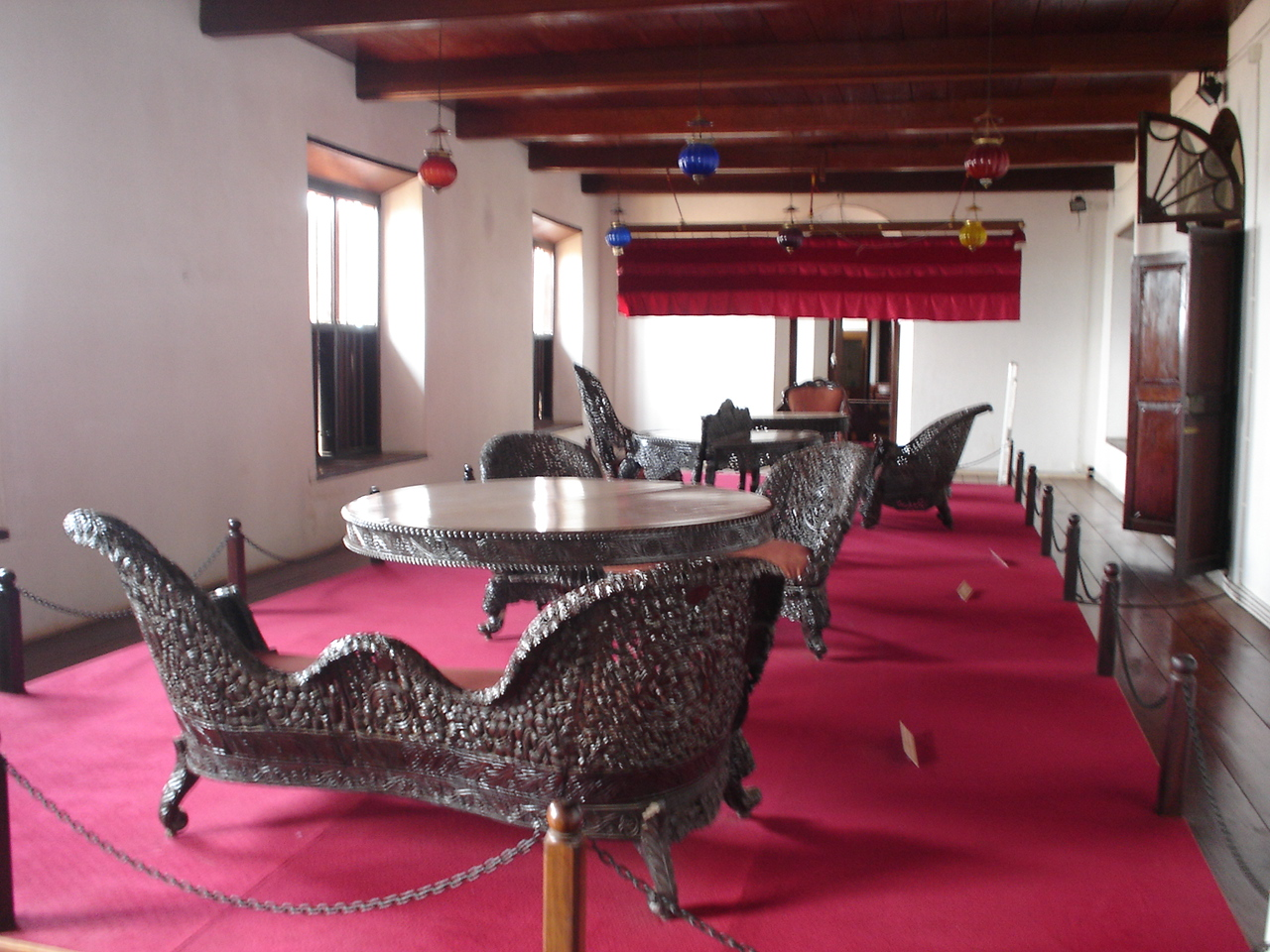
Furniture from the Arakkal Palace
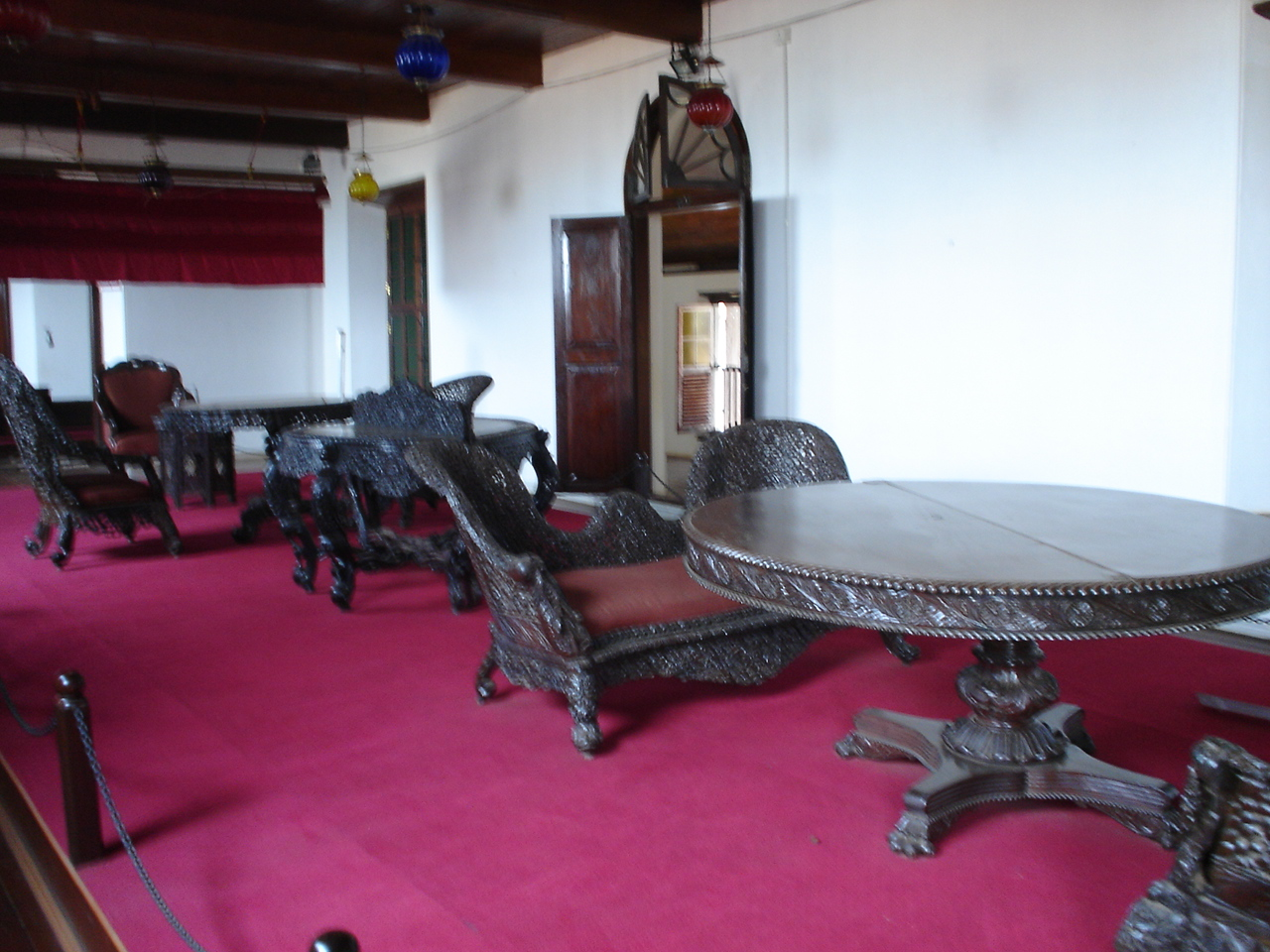
Más muebles Arakkal en el museo
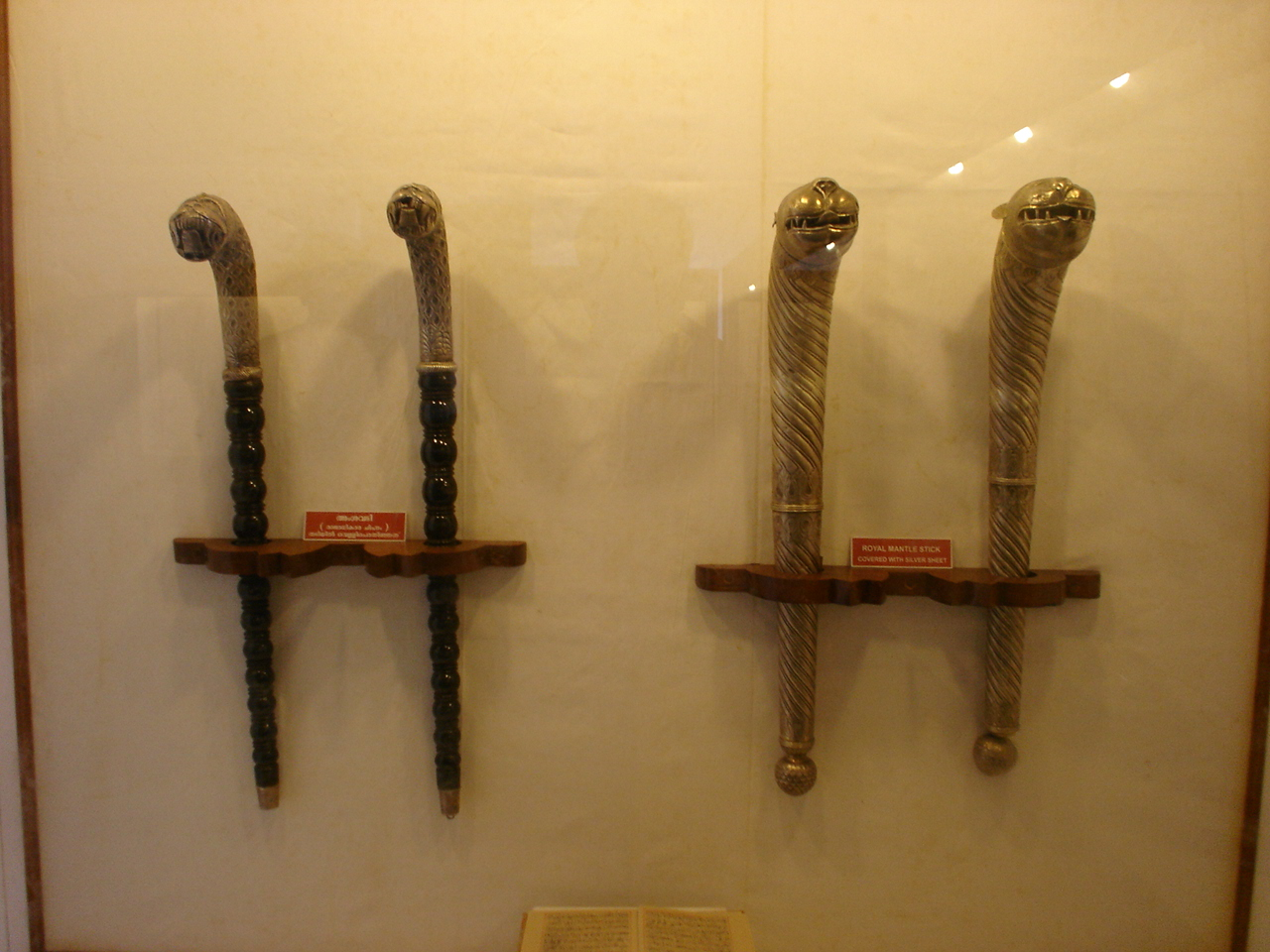
Palos de manto real
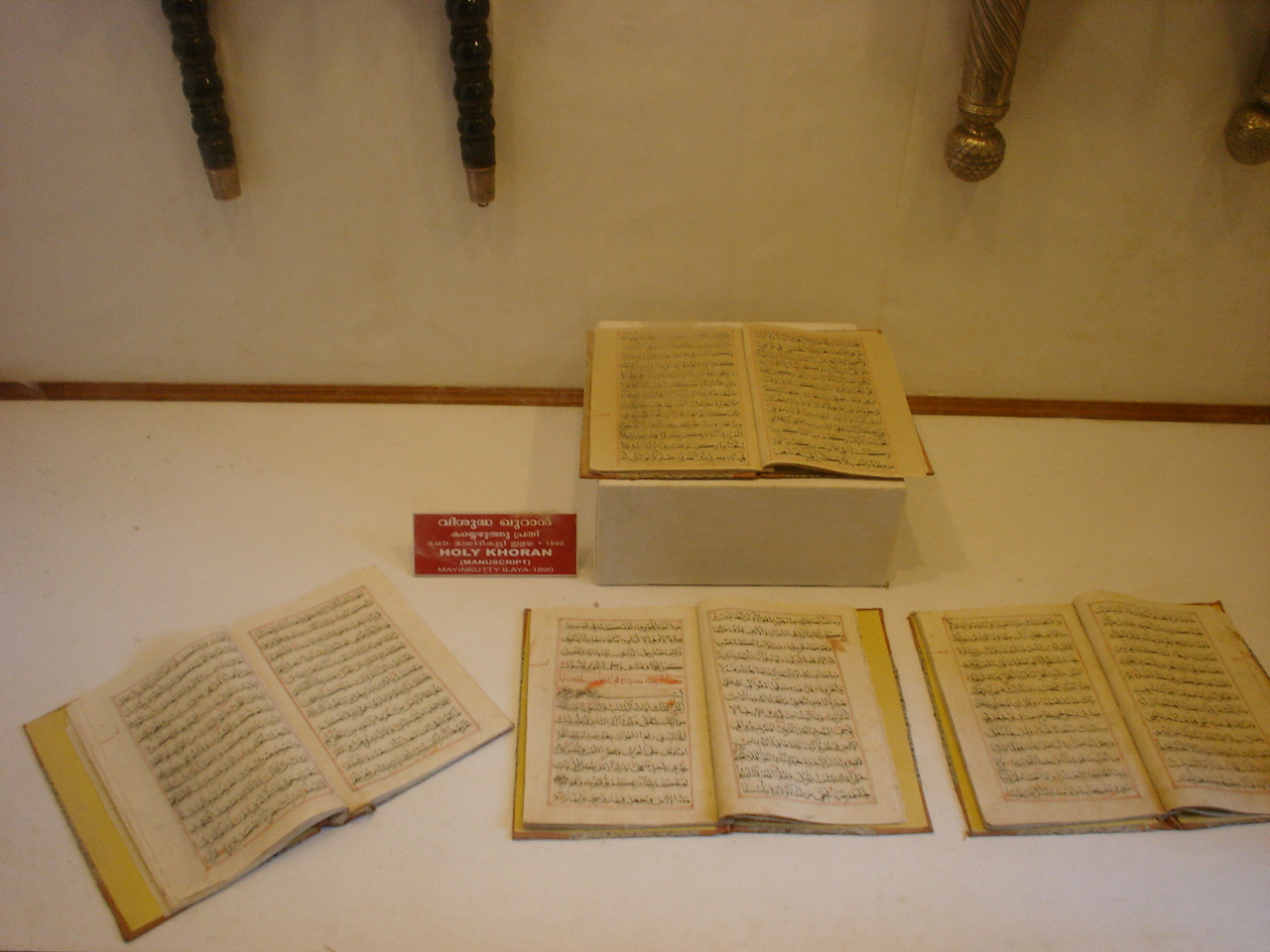
Copias del Corán
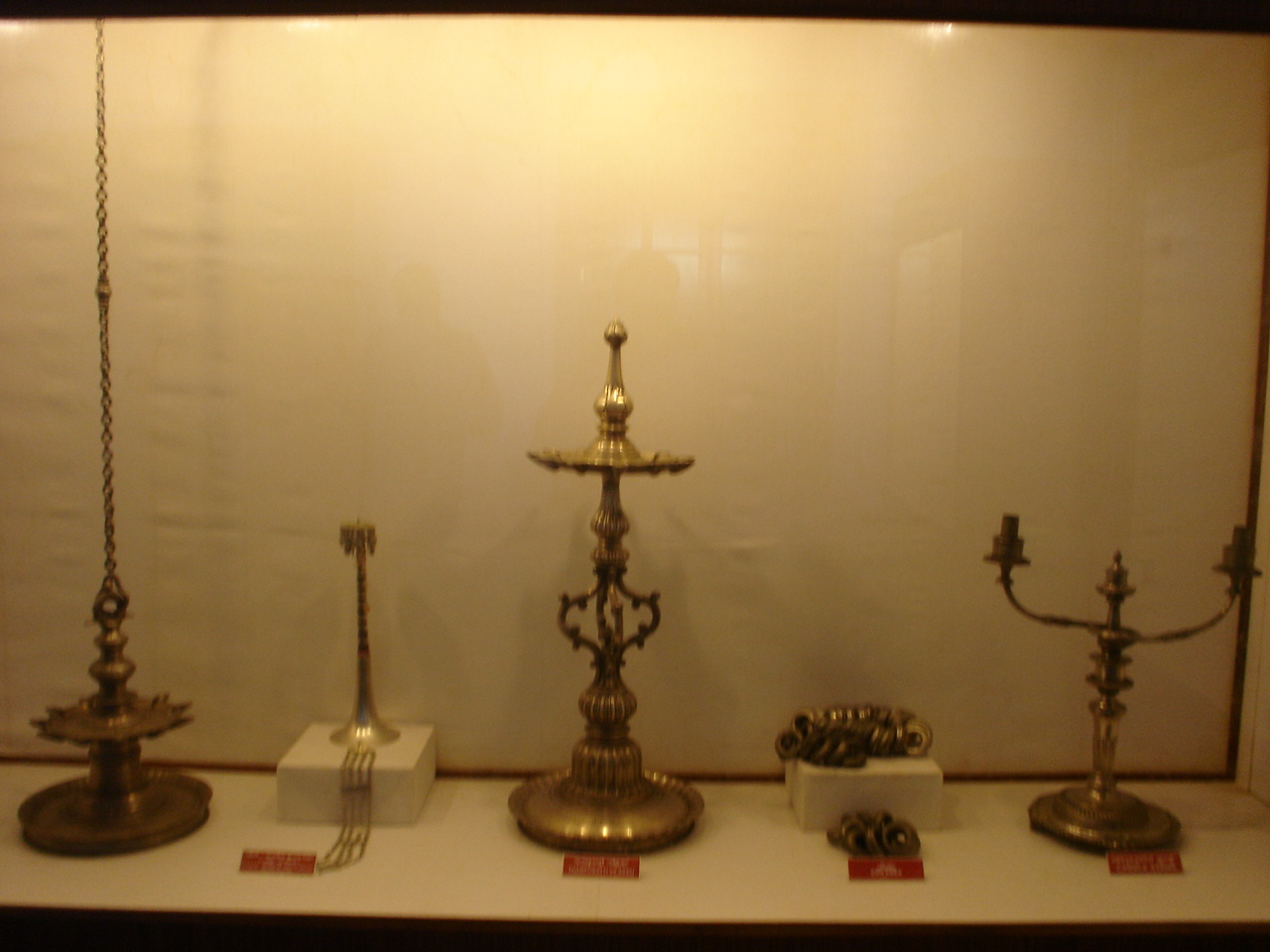
Lamparas tradicionales y candeleros
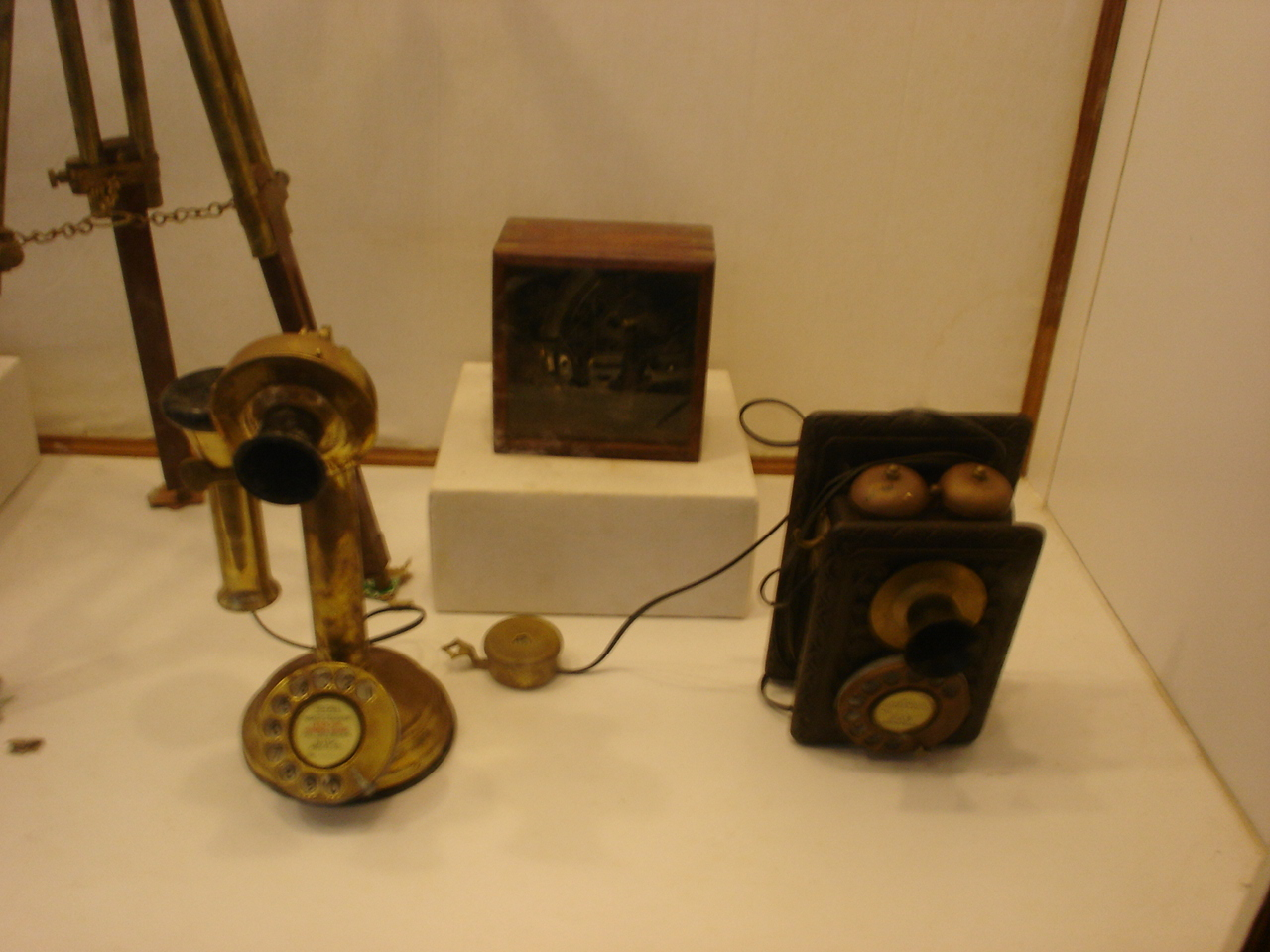
Telefonos antiguos usados en el Palacio Arakkal durante el gobierno Británico
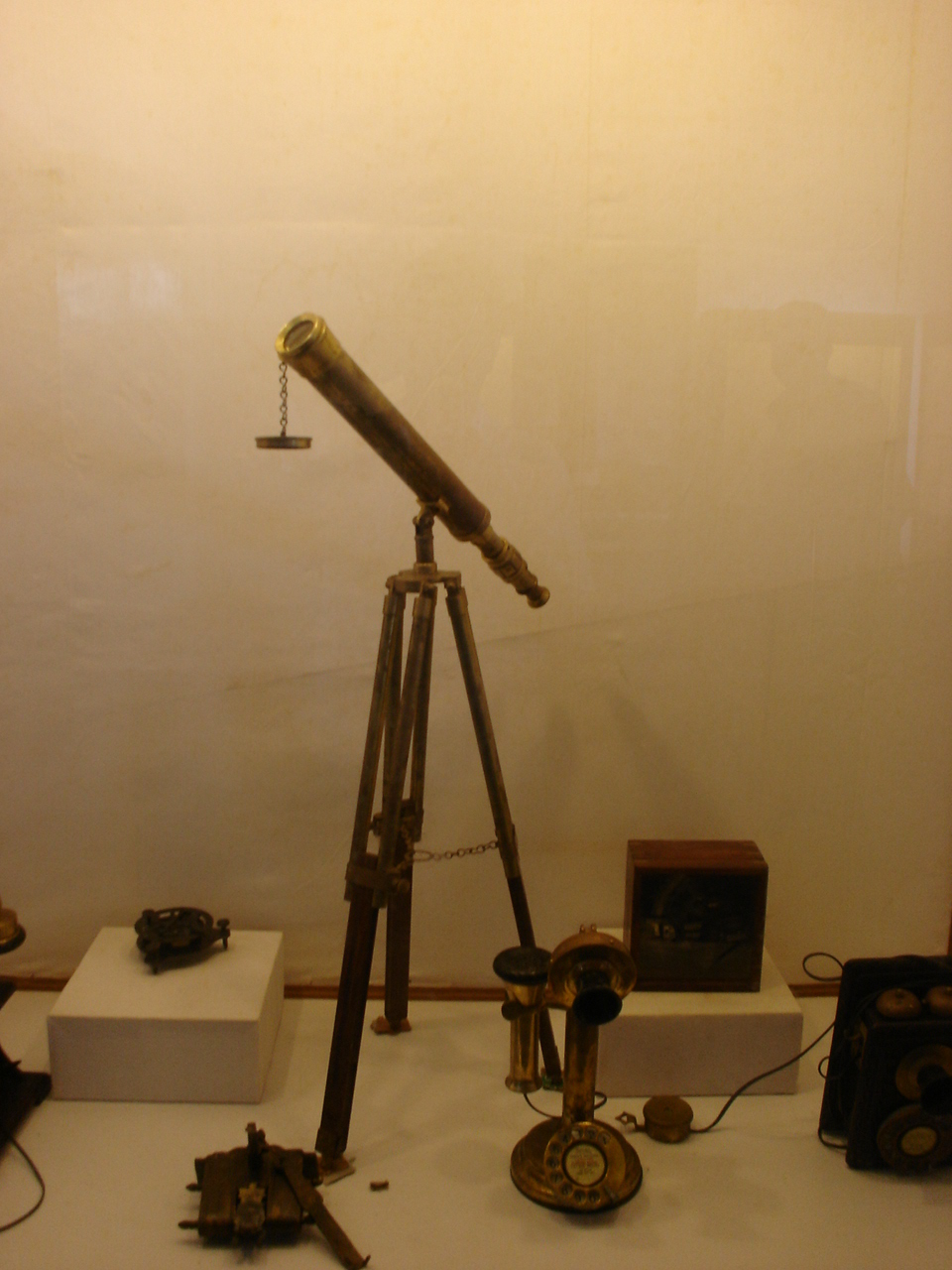
Telescopio antiguo en el museo Arakkal
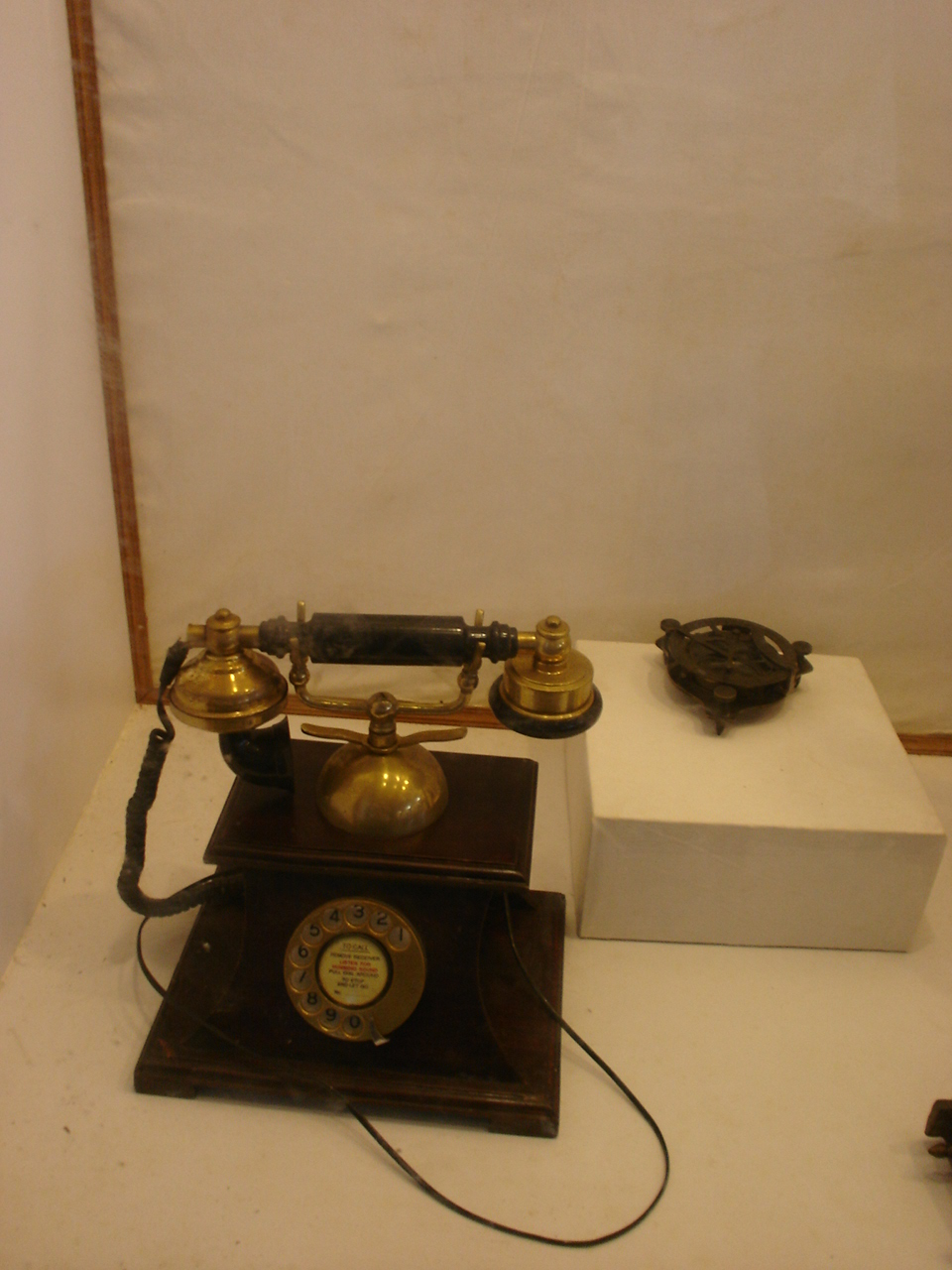
Telefono antiguo usado alguna vez en el Palacio Arakkal
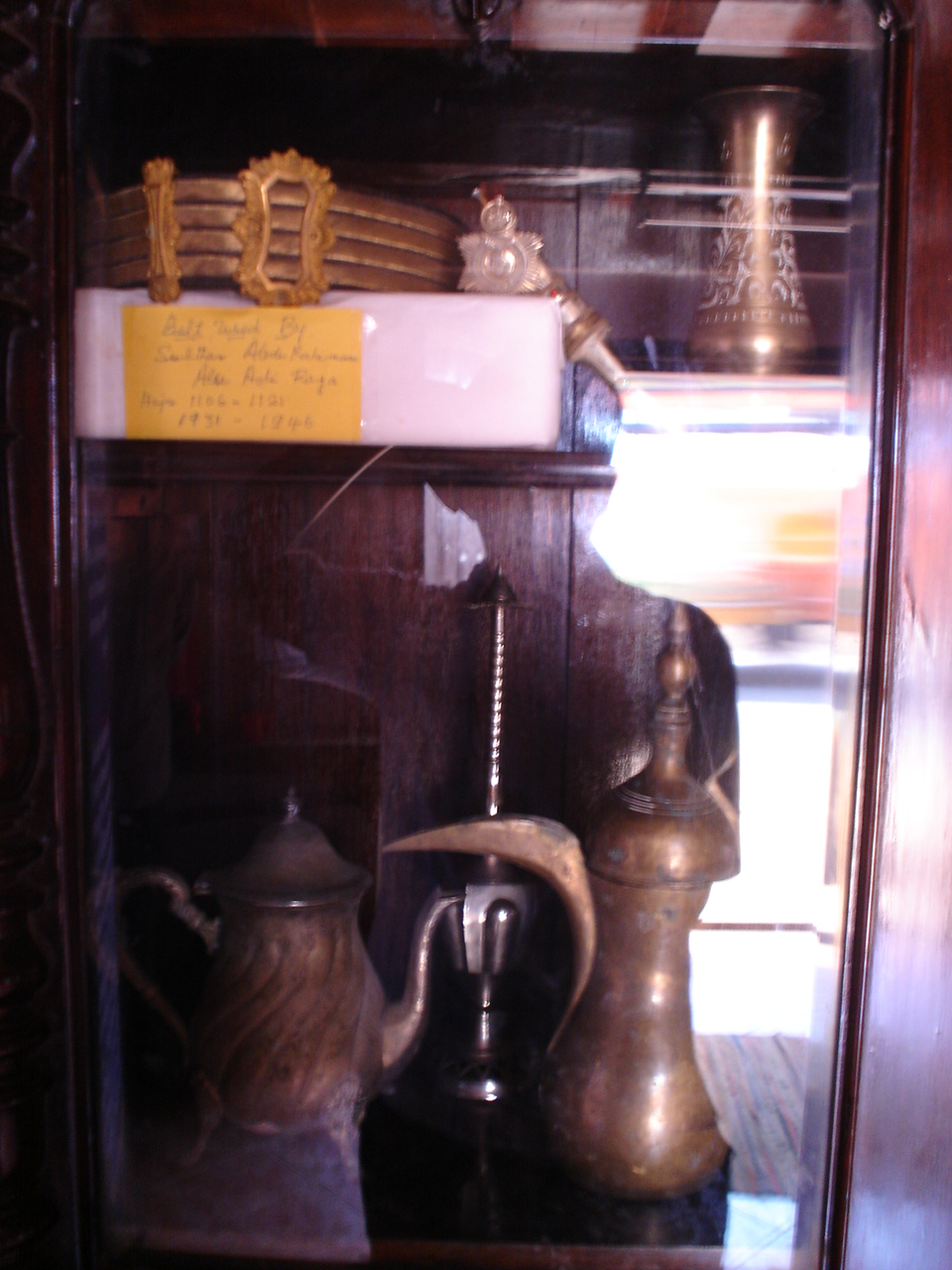
Un cinturón real y una cafetera tradicional. El diseño de la cafetera está influenciado por la cultura Árabe.